# You (cântec de Janet Jackson)
„You” este un cântec al interpretei americane Janet Jackson. Piesa a fost compusă de Jimmy Jam, Terry Lewis și Jackson, fiind inclusă cel de-al șaselea album discografic de studio al artistei, The Velvet Rope. „You” a fost extras pe disc single doar în Japonia, în restul regiunilor fiind promovat sub titulatura de disc promoțional.

## Lista cântecelor
Disc promoțional (Europa) (EU VSCDJ 1713)
1. „You” (editare) – 3:56
2. „You” (versiune originală) – 4:42

Disc single (Japonia) (VJCP12116)
1. „You”  – 4:42
2. „Every Time” (remix disco Jam & Lewis) – 4:16
3. „Accept Me” – 4:07

Single video (S.U.A.)(J-JVIYO231025)
1. „You” (versiune scurtă) (videoclip) – 4:13